# Station Warwick
Warwick is een spoorwegstation van National Rail in Warwick, Warwick in Engeland. Het station is eigendom van Network Rail en wordt beheerd door Chiltern Railways. Het station is geopend in 1852.

## Galerij

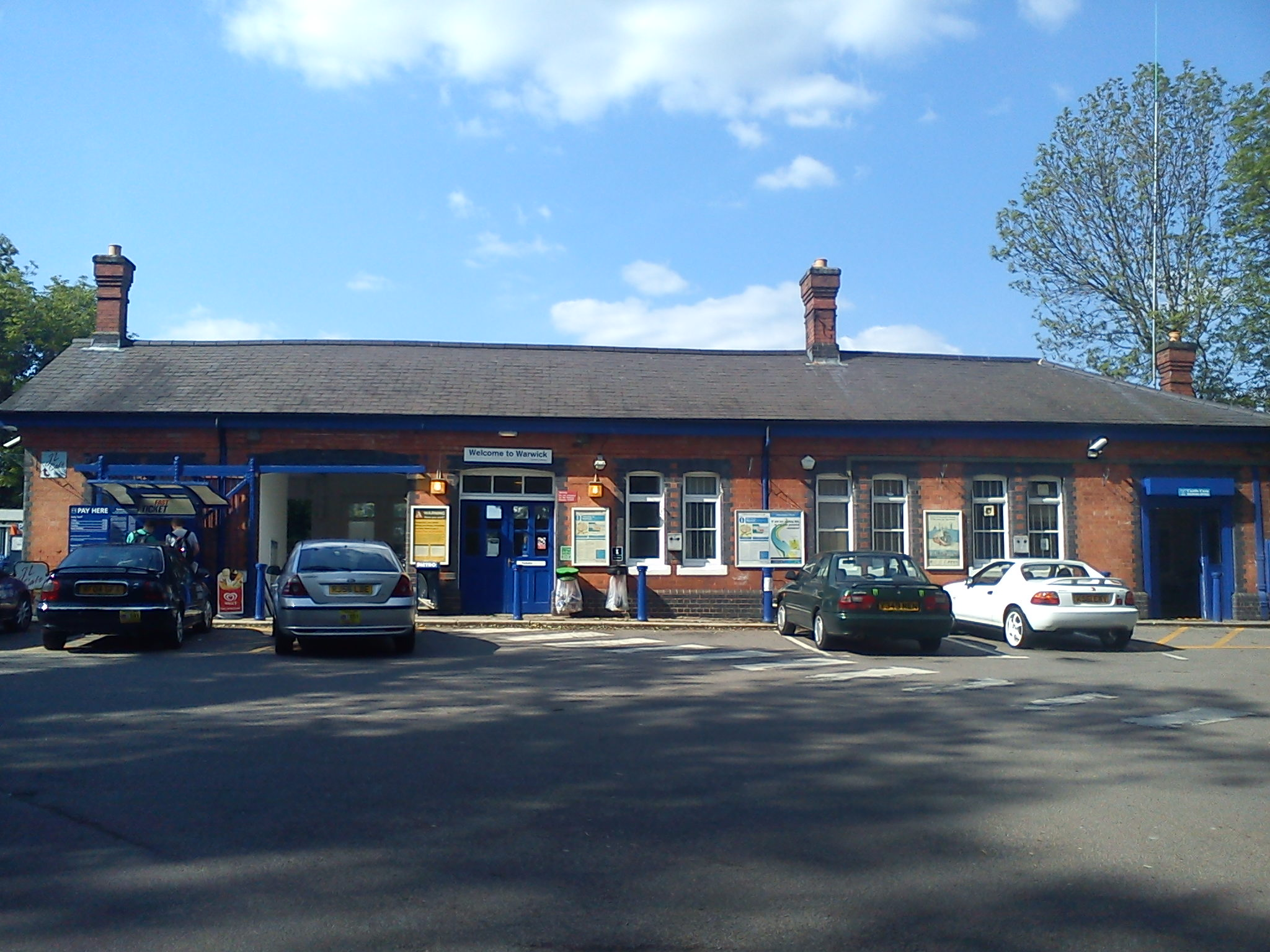
Voorkant en hoofdingang van het station
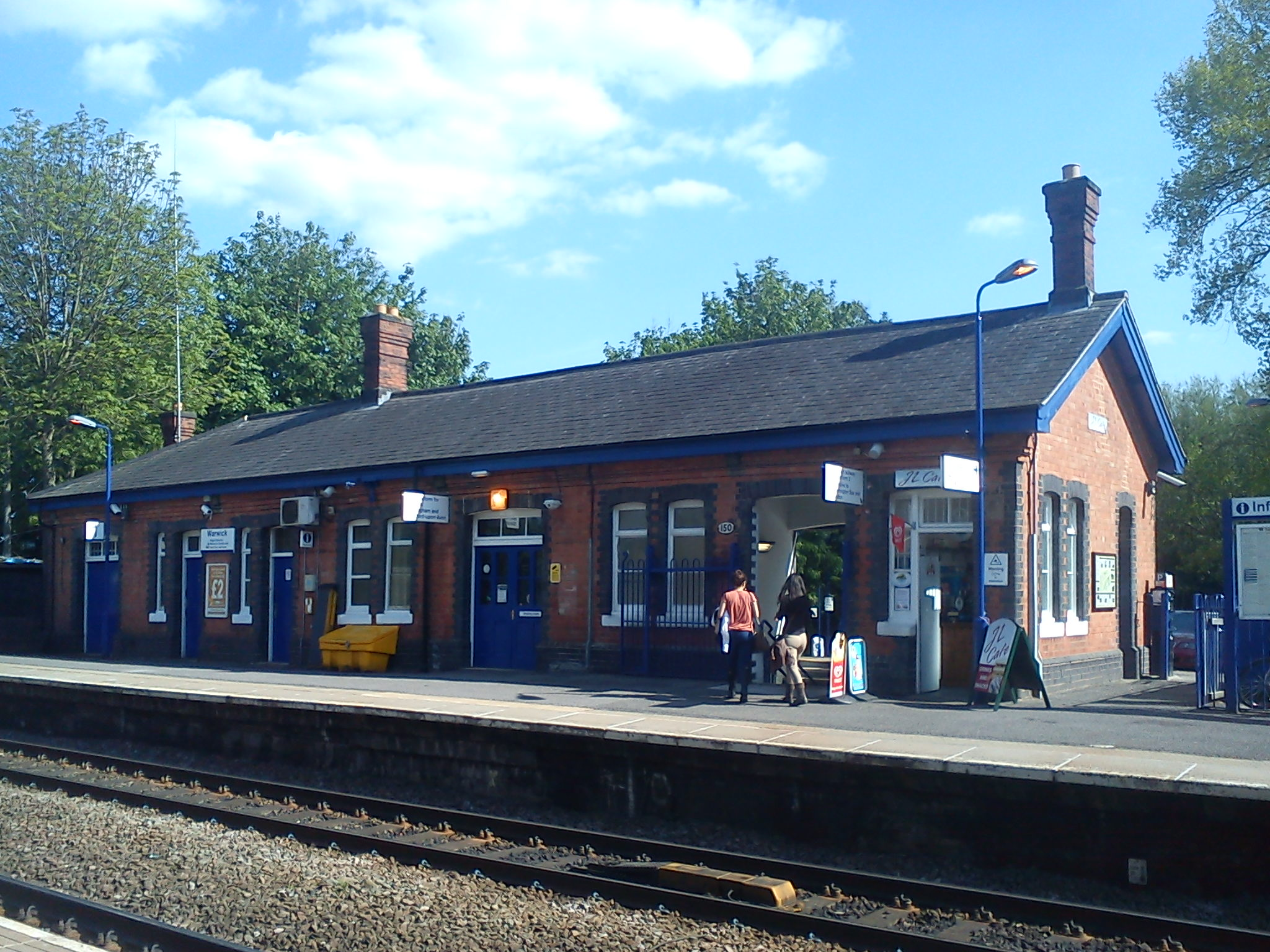
Het hoofdgebouwg en platform 1 gezien vanaf Platform 2
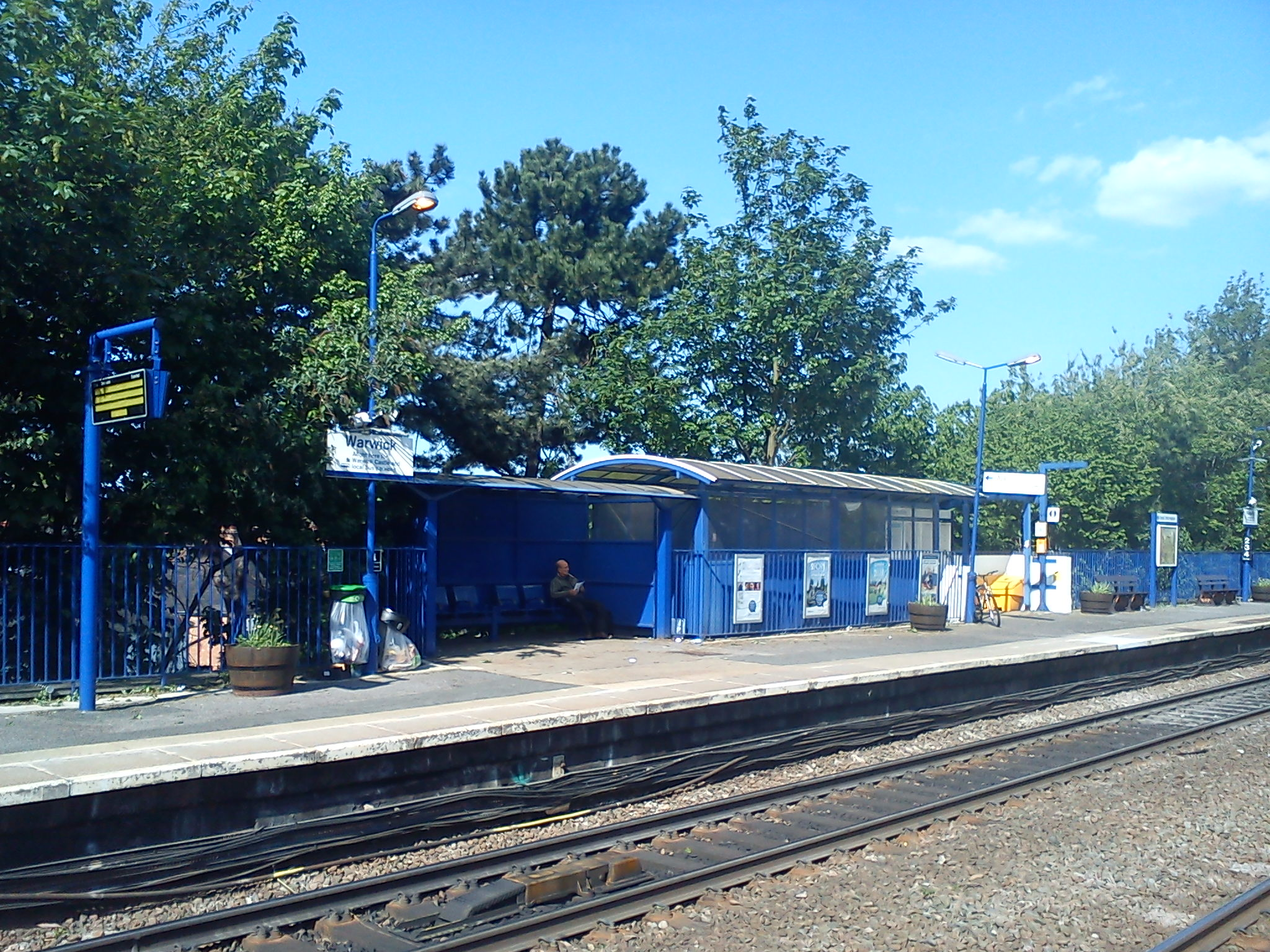
Platform 2
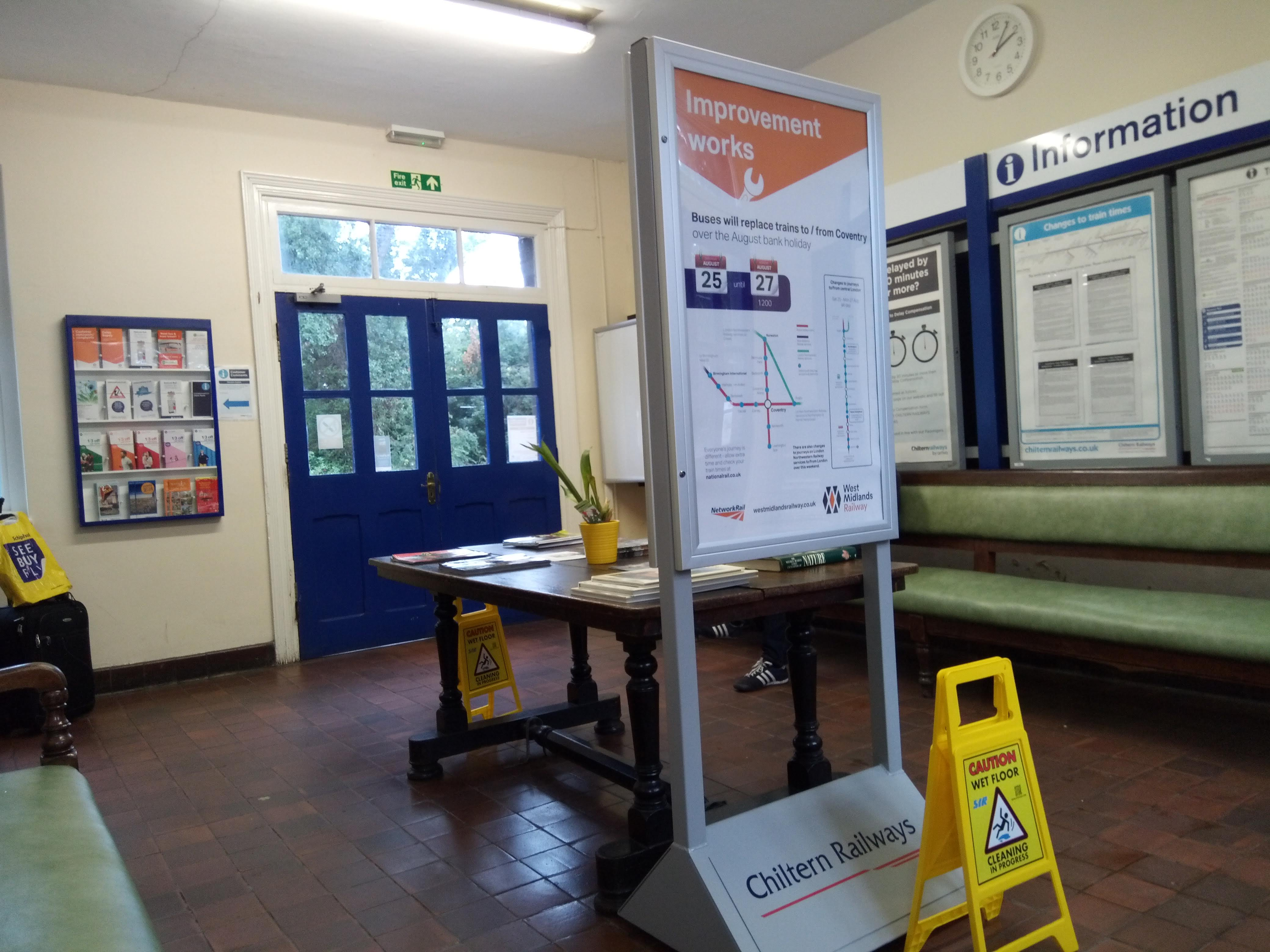
Warwick Station ticket office